# Somma Lombardo
Somma Lombardo je italská obec v provincii Varese v oblasti Lombardie. V katastru obce se nachází letecké muzeum Volandia (objekt bývalé továrny Caproni, výrobce letadel), nedaleko milánského mezinárodního letiště Malpensa.
K 31. prosinci 2011 zde žilo 17 704 obyvatel.

## Sousední obce
Arsago Seprio, Cardano al Campo, Casorate Sempione, Castelletto sopra Ticino (NO), Ferno, Golasecca, Pombia (NO), Samarate, Varallo Pombia (NO), Vergiate, Vizzola Ticino